# Zygmunt Samosiuk
Zygmunt Samosiuk (n. 10 martie 1939, Kalisz, Polonia – d. 24 noiembrie 1983, Varșovia, Polonia) a fost un operator de film polonez, care a colaborat cu regizori precum Andrzej Wajda, Jerzy Kawalerowicz, Piotr Szulkin și Janusz Majewski.

## Biografie
S-a născut la 10 martie 1939 în orașul Kalisz. După absolvirea studiilor secundare în 1957, sub influența tatălui său, a dat admitere la Universitatea Tehnică din Wrocław, dar nu a reușit și s-a angajat ca lăcătuș. Era pasionat de pictură și de fotografie și a început să lucreze ca reporter de presă. Începând din ianuarie 1958 a lucrat și la studioul Wytwórnia Filmów Fabularnych din Wrocław.
A absolvit cursurile secției de operatorie film a Școlii Naționale de Film, Televiziune și Teatru „Leon Schiller” de la Łódź în 1965,<ref name="Nawój"> după care, la 1 decembrie 1965, s-a angajat la studioul de film documentar din Varșovia, unde a realizat peste 300 de reportaje pentru jurnalul de actualități Polska Kronika Filmowa. Filmul său documentar de debut a fost Kurpie (1964), în regia lui Witold Żukowski. Alte filme cunoscute la care a contribuit sunt Maraton (1965) și Bal w Pieskowej Skale (1966). Primul film la care a fost director de imagine este Jeden z sześciu tysięcy (1966), în regia lui Janusz Kidawa. Samosiuk a colaborat cu mai mulți regizori de filme documentare printre care se numără Tadeusz Jaworski, Krzysztof Gradowski, Marek Piwowski și Andrzej Trzos-Rastawiecki. În 1967, împreună cu regizorul Tadeusz Jaworski, a efectuat o călătorie de filmare în Singapore, Noua Zeelandă, Australia și Insulele Fiji. În anul următor a devenit membru al Asociației Cineaștilor Polonezi.
Remarcat de Andrzej Wajda, Zygmunt Samosiuk a debutat ca director de imagine al filmului Polowanie na muchy (1969). A colaborat apoi cu Wajda la filmele Krajobrazie po bitwie (1970) și Pădurea de mesteceni (1970), iar în decembrie 1971 a fost angajat la compania de producție cinematografică Zespół Filmowy „X”. El a filmat peste treizeci de filme de lung metraj, inclusiv două seriale de televiziune (S.O.S., Królowa Bona), în perioada 1969-1983. A colaborat cu alți regizori de film reputați precum Janusz Morgenstern, Andrzej Trzos-Rastawiecki, Janusz Majewski și Piotr Szulkin și a lăsat impresia unui artist foarte flexibil, dispus să se plieze cerințelor diferite ale regizorilor.
A fost director de imagine al mai multor filme documentare și de ficțiune. În calitate de operator principal de film a fost distins de trei ori cu premiul pentru imagine la Festivalul Filmului Polonez de Ficțiune de la Gdańsk (Zapis zbrodni, Cazul Gorgonova, ...Gdziekolwiek jesteś panie prezydencie...). A fost decorat postum cu Crucea de Comandor a Ordinului Polonia Restituta.
A fost căsătorit de două ori: mai întâi cu arhitecta Krystyna Szabłowska în perioada 22 aprilie 1962 - 1969, apoi cu actrița de film Irena Karel în perioada 23 februarie 1974 - 24 noiembrie 1983. Nu a avut copii. A murit la 24 noiembrie 1983 la Varșovia și a fost înmormântat în cimitirul ortodox din localitate.
Pe 29 noiembrie 2004 a fost dezvelită steaua lui Zygmunt Samosiuk pe Aleea Stelelor de pe strada Piotrkowska din Łódź (lângă Hotel Grand și cinematograful „Polonia”). Senatul Școlii de Film din Varșovia a înființat premiul Zygmunt Samosiuk pentru cel mai bun operator debutant al anului.
- De mortius (scurtmetraj, 1962)
- The Singing Lesson (scurtmetraj documentar, 1967)
- Byc (scurtmetraj documentar, 1967)
- Miedzy wrzesniem a majem (film documentar, 1969)
- Na planie (scurtmetraj documentar, 1969)
- Sukces (scurtmetraj documentar, 1969)
- Polowanie na muchy (1969)
- Pădurea de mesteceni (1970)
- Krajobraz po bitwie (1970)
- Korkociag (scurtmetraj documentar, 1971)
- Dzieciol (1971)
- Hydrozagadka (film TV, 1971)
- Dzien listopadowy (scurtmetraj TV, 1971)
- Trzeba zabic te milosc (1972)
- Poslizg (1972)
- Brannen (1973)
- Zapis zbrodni (1974)
- Dom moich synów (film TV, 1975)
- Dzieje grzechu (1975)
- Dulscy (1976)
- Skazany (1976)
- Cazul Gorgonova (1977)
- Kochaj albo rzuc (1977)
- Dagny (1977)
- Komediantn (film TV, 1978)
- ... gdziekolwiek jestes, panie prezydencie... (1978)
- Der Dibuk (film TV, 1979)
- Lekcja martwego jezyka (1979)
- Golem (1980)
- Godzina 'W' (film TV, 1980)
- Wojna światów – następne stulecie (1981)
- Królowa Bona (serial TV, 1980-1982) - ep. 8-11
- Austeria (1982)
- Klakier (1983)
- Epitafium dla Barbary Radziwillówny (1983)
- Thais (1984)
- Akademia pana Kleksa (1984)

## Premii și distincții
- Premiul pentru imagine la Festivalul Filmului Polonez de Ficțiune de la Gdańsk pentru Zapis zbrodni (1974)[5][6][9]
- Premiul pentru imagine la Festivalul Filmului Polonez de Ficțiune de la Gdańsk pentru Cazul Gorgonova (1977)[5][6][8]
- Premiul ministrului culturii și artei cl. a II-a pentru realizările artistice în domeniul cinematografiei (1977)[5][6][7]
- Premiul pentru imagine la Festivalul Filmului Polonez de Ficțiune de la Gdańsk pentru ...Gdziekolwiek jesteś panie prezydencie... (1978)[5][9]
- Premiul Societății Basce de Fotografie la Festivalul Internațional de Film de la San Sebastian pentru Golem (1980)[5][8]
- Premiul pentru imagine la Festivalul Internațional al Filmului Fantastic de la Madrid pentru Wojna światów – następne stulecie (1982)[5][8][9]
- Premiul prim-ministrului Poloniei pentru creațiile pentru copii și tineret pentru Akademia pana Kleksa (1984) - împreună cu Krzysztof Gradowski, Piotr Fronczewski, Andrzej Korzyński, Jerzy Skrzepiński[5][6][8]
- Premiul „Złote Grono” pentru contribuția creativă la dezvoltarea cinematografiei poloneze la ediția a XIV-a a Lubuskie Lato Filmowe de la Łagów (1984)[5][6][7][9]
- stea pe Aleea Stelelor de pe strada Piotrkowska din Łódź (lângă Hotel Grand și cinematograful „Polonia”) (29 noiembrie 2004)[5][7][9]